# Herbert MacKay-Fraser
Herbert MacKay-Fraser, il cui vero nome era Mackay Herbert "Mack" Fraser (Recife, 23 giugno 1927 – Reims, 14 luglio 1957), è stato un pilota automobilistico statunitense.
In Formula 1 partecipò al solo Gran Premio di Francia 1957 a bordo di una BRM.
La settimana seguente morì in un incidente a bordo di una Lotus sul Circuito di Reims durante la Coupe de Vitesse.

## Risultati in Formula 1
| 1957 | Scuderia                 | Vettura |  |  |  |     |  |  |  |  |  | Punti | Pos. |
| ---- | ------------------------ | ------- |  |  |  | --- |  |  |  |  |  | ----- | ---- |
| 1957 | Owen Racing Organisation | BRM P25 |  |  |  | Rit |  |  |  |  |  | 0     |      |

| Legenda | 1º posto     | 2º posto | 3º posto    | A punti         | Senza punti/Non class.  | Grassetto – Pole position Corsivo – Giro più veloce |
| Legenda | Squalificato | Ritirato | Non partito | Non qualificato | Solo prove/Terzo pilota | Grassetto – Pole position Corsivo – Giro più veloce |